# Storia della morte in Occidente
Storia della morte in Occidente: dal medioevo ai giorni nostri (in francese: Essais sur l'histoire de la mort en occident: du Moyen Age à nos jours) è un saggio dello storico francese Philippe Ariès del 1975.

## Introduzione
Con questo libro Philippe Ariès cerca di fornire al lettore una veduta di ampio respiro del concetto di morte in Occidente, in particolare di come essa è stata affrontata dalla vittima negli ultimi 1.000 anni, degli effetti che essa provoca al contesto sociale che sta intorno al morente e, infine, di come viene combattuta oggi negli ospedali.
Per ottenere tale risultato ritiene che non sia sufficiente limitarsi a un'analisi delle iscrizioni delle tombe, dei testamenti e della collocazione dei cimiteri nel contesto urbano, ma che sia necessario compiere un'attenta lettura delle opere letterarie che accompagnano il periodo preso ad esame. 
Una volta stabilite tali premesse metodologiche inizia a presentare uno spaccato dei quattro tipi di morte fondamentali che si sarebbero succeduti nel millennio appena conclusosi.

## La morte addomesticata
Ariès rileva come nel primo medioevo la morte fosse un evento familiare, preferibilmente sempre annunciato e “nel proprio letto”, che vedeva il morente come il protagonista di una cerimonia pubblica avente lo scopo di addomesticare la paura della morte. 
Il trapasso si svolgeva senza isterismi e con una serie di gesti rituali, dei quali l'unico atto ecclesiastico era l'assoluzione finale. Il moribondo poi si girava "verso il muro" (o comunque rivolgeva le spalle agli astanti) e viveva da solo il trapasso.
La morte, perciò, per quanto conservi ancora il suo carattere angosciante (l'autore fa notare come l'uomo del medioevo amasse i temporalia) veniva circoscritta in una precisa ritualità che si svolgeva con la partecipazione della comunità intera che era parte integrante del rito.
Ariès fa notare inoltre come la morte di una persona non creasse alcun imbarazzo né tra i familiari del morente, né nel resto della comunità, tanto che quando un qualsiasi sconosciuto notava una veglia ad un morente, poteva parteciparvi. Anche i bambini venivano portati ad assistere.
Successivamente il morto veniva sepolto lontano dalle abitazioni affinché non disturbasse i vivi. Ariès chiama morte addomesticata questo atteggiamento.

## La morte di sé
Lentamente però avviene un cambiamento. L'aumento della presenza della cultura cattolica apporta degli adeguamenti nella ritualità, nella finalità e nel significato della morte.
Nonostante la morte mantenga ancora il suo carattere di familiarità e di tappa necessaria, inizia ad affacciarsi la paura del giudizio.
Per gli uomini del X-XIV secolo circa quest'ultimo inizialmente sarebbe stato dato in base all'eventuale appartenenza del corpo alla Chiesa. Ciò significa che se un corpo veniva seppellito (spesso in modo quasi anonimo) all'interno di una struttura ecclesiastica (intesa anche nelle sue estensioni come cortili ecc.) al momento del giudizio si sarebbe salvato, altrimenti sarebbe stato dannato. 
In questo periodo (XV-XVI secolo) si pensa invece che il giudizio avvenga al momento del trapasso. 
Il giudizio quindi non è più collettivo (inteso come comunità dei sepolti nelle strutture cattoliche) ma personale, e si sviluppa la convinzione che per salvarsi occorra morire in modo morale. Le rappresentazioni del periodo mostrano il letto del moribondo circondato da diavoli e angeli che combattono rispettivamente per tentare e salvare l'anima del morente.
Nascono le Artes Moriendi, la morte diventa la conclusione della propria biografia, le lapidi tornano ad essere personalizzate con ritratti e iscrizioni: è la morte di sé.

## La morte dell'altro
Fra la fine del XVI e fino al XVIII secolo la morte perde il suo carattere di familiarità e diventa un momento di rottura del quotidiano. 
Essa acquista un carattere erotico, trasgressivo, eroico. Anche gli astanti non sono più partecipi dell'evento ma ne diventano spettatori e la stessa famiglia del morente si limita ad essere soltanto un'esecutrice degli atti del testamentario. 
Il moribondo è lentamente spogliato del suo potere e inizia ad essere evitato da chi non ha rapporti troppo stretti con lui. 
Infatti la morte del conoscente diventa sempre più difficile da superare (questo avverrà in modo più evidente nel XIX secolo) in quanto non riguarda più un altro neutro ma un tu. 
Il cadavere diventa un problema igienico e i cimiteri (che in precedenza erano rientrati nelle città in quanto i corpi dei martiri avevano abituato la gente alla presenza delle tombe) vengono nuovamente cacciati dalle città. La morte diventa uno spettacolo che riguarda un altro anonimo. È, appunto, la morte dell'altro.

## La morte proibita
Dal XIX secolo la morte diviene addirittura un tabù.
Ariès cita Geoffrey Gorer che paragona la morte a una masturbazione.
In effetti, stando all'analisi dello storico francese, nella società attuale il trapasso viene in tutti i modi nascosto perfino al malato, che non è più un protagonista, bensì una semplice comparsa succube della volontà altrui. 
Le decisioni vengono prese dall'équipe, la quale ha il compito di liberare la famiglia da un peso così gravoso, e il luogo della morte è l'ospedale, che libera i luoghi della quotidianità da una presenza così imbarazzante. 
Il moribondo non deve far altro che preoccuparsi di mantenere an acceptable style of living while dying - an acceptable style of facing death ("un accettabile stile di vita mentre muore - un accettabile stile di fronte alla morte"). Sono lontani i tempi in cui il morente si congedava da familiari, parenti e amici, consapevoli e rispettosi del suo bisogno d'isolamento. Ora fino all'ultimo istante bisogna fingere che non si morirà mai.
Conclusosi l'imbarazzante evento i congiunti non devono manifestare eccessive emozioni e neppure mantenere il lutto, in quanto questi comportamenti sono solo un ostacolo ad un più celere ritorno nel circuito sociale. Quest'ultimo infatti è disturbato da simili comportamenti, in quanto essi non tendono a nascondere la morte (come si vorrebbe) ma a palesarla. 
Le condoglianze divengono tacite e imbarazzanti, paradossalmente proprio da parte di coloro che sono i più dispiaciuti per la situazione venutasi a creare. Essi infatti, credendo che il modo migliore per aiutare i familiari del morente sia quello di minimizzare per non rinnovare il dolore, non si rendono conto dell'ulteriore isolamento a cui condannano una persona già provata da un lutto.
Poiché la morte "non deve esistere" il cadavere viene imbalsamato o accuratamente rivestito: esso in tal modo appare come un semi-vivo e ciò evita la vergogna e la ripugnanza. 
Questa è la morte proibita a cui è approdata la società di oggi.

## Eliminazione della morte al giorno d'oggi
Per Aries l'eliminazione della morte avviene attraverso la rimozione del morire e la rimozione del moribondo. L'individuo viene defraudato di quell'intimo momento che avviene nel luogo in cui vi è l'esalazione dell'ultimo respiro.
Oggi la morte non è altro che un processo che avviene attraverso l'interruzione delle cure, decisa dall'equipe ospedaliera o dal medico.